# Championnat NCAA de football américain 2006
Navigation
Édition précédente Édition suivante
Le Championnat NCAA de football américain 2006 est le plus haut niveau de compétition de football américain universitaire aux États-Unis organisée par la National Collegiate Athletic Association (NCAA).
La saison régulière débute le 31 août 2006 et se termine le 2 décembre 2006. Les séries éliminatoires se terminent le 8 janvier 2007 avec le match de championnat national BCS à Glendale, en Arizona, où les Gators de la Floride, no 2, battent les Buckeyes d'Ohio State no 1 sur un score de 41-14 pour remporter le titre national.
Les Broncos de Boise State sont la seule équipe invaincue de l’année dans les deux niveaux de la Division I après avoir battu les Sooners de l'Oklahoma au Fiesta Bowl.

## Changement de règles
La NCAA met en place les changements de règles suivants pour la saison 2006 : 
- Les équipes peuvent programmer douze matchs de saison régulière (contre onze auparavant) à compter de la saison 2006[2]. Les équipes de la NCAA en Alaska et à Hawaii, ainsi que leurs adversaires à domicile, sont autorisés à programmer un match supplémentaire au-delà de cette limite[3].
- L'assistance vidéo est maintenant officiellement approuvée et normalisée. Tous les jeux sont examinés par les responsables de la relecture au fur et à mesure que le jeu se produit. Ils peuvent appeler les officiels sur le terrain pour qu'ils arrêtent de jouer s'ils ont besoin de plus de temps pour faire une révision. Chaque entraîneur peut également faire un défi par match. En cas de défi d'un entraîneur, l'entraîneur doit avoir au moins un temps mort. Si le défi est gagné, l’entraîneur récupère le temps mort, mais il n'a plus de challenge. Si le défi est perdu, le challenge et le temps mort sont perdus.
- Les joueurs ne peuvent porter que des lunettes de protection claires. Auparavant, les lunettes teintées et orange étaient également autorisés.
- Le kicking tee (en) est réduit de deux pouces à seulement un pouce.
- La mi-temps dure vingt minutes. Auparavant, ce n'était que quinze minutes.
- Lors d'un kickoff, le chronomètre commence lorsque le ballon est botté plutôt que lorsque l'équipe qui le reçoit le touche. Ce changement de règle donne lieu à une controverse, mise en évidence par la confrontation entre le Wisconsin et Penn State le 4 novembre, au cours de laquelle le Wisconsin opte délibérément pour deux kickoffs consécutifs pour gagner du temps et mettre fin à la première mi-temps[4].
- En cas de changement de possession de balle, le chronomètre commence lorsque l'arbitre marque le ballon comme prêt à jouer, et non sur le snap.
- L'arbitre ne peut plus arrêter le jeu en raison du bruit excessif de la foule.
- Lorsqu'une pénalité de balle en jeu, telle qu'une formation illégale, se produit sur un coup de pied, l'équipe qui reçoit peut choisir soit d'ajouter les yards de pénalité à la fin du retour, soit d'exiger une nouvelle tentative de botté, l’équipe reculant du nombre de yards qui correspond à la pénalité. Auparavant, seule cette dernière option était disponible.
- Si une équipe marque quand le temps réglementaire est écoulé, elle ne marque pas le point supplémentaire à moins que cela n’affecte le résultat de la partie.

## Les conférences
| Atlantic Coast | Big 12         | Conf. USA      | Southeastern      | Western Athletic | Mid-American      | Big East      | Big Ten        | Mountain West   | Pacific Ten      | Sun Belt              | Indépendants |
| -------------- | -------------- | -------------- | ----------------- | ---------------- | ----------------- | ------------- | -------------- | --------------- | ---------------- | --------------------- | ------------ |
| Boston College | Baylor         | East Carolina  | Alabama           | Boise State      | Akron             | Cincinnati    | Illinois       | Air Force       | Arizona          | Arkansas State        | Notre Dame   |
| Clemson        | Colorado       | Houston        | Arkansas          | Fresno State     | Ball State        | Connecticut   | Indiana        | BYU             | Arizona Sate     | Florida Atlantic      | Army         |
| Duke           | Iowa State     | Marshall       | Auburn            | Hawaii           | Bowling Green     | Louisville    | Iowa           | Colorado State  | California       | Florida International | Navy         |
| Florida State  | Kansas         | Memphis        | Florida           | Idaho            | Buffalo           | Pittsburgh    | Michigan       | New Mexico      | Oregon           | Louisiana-Lafayette   | Temple       |
| Georgia Tech   | Kansas State   | Rice           | Georgia           | Louisiana Tech   | Central Michigan  | Rutgers       | Michigan State | San Diego State | Oregon State     | Louisiana-Monroe      |              |
| Maryland       | Missouri       | SMU            | Kentucky          | Nevada           | Eastern Michigan  | South Florida | Minnesota      | TCU             | Stanford         | Middle Tennessee      |              |
| Miami          | Nebraska       | Southern Miss. | LSU               | New Mexico State | Kent State        | Syracuse      | Northwestern   | UNLV            | UCLA             | North Texas           |              |
| North Carolina | Oklahoma       | Tulane         | Mississippi       | San Jose State   | Miami (Ohio)      | West Virginia | Ohio State     | Utah            | USC              | Troy                  |              |
| NC State       | Oklahoma State | Tulsa          | Mississippi State | Utah State       | Northern Illinois |               | Penn State     | Wyoming         | Washington       |                       |              |
| Virginia       | Texas          | UAB            | South Carolina    |                  | Ohio              |               | Purdue         |                 | Washington State |                       |              |
| Virginia Tech  | Texas A&M      | UCF            | Tennessee         |                  | Toledo            |               | Wisconsin      |                 |                  |                       |              |
| Wake Forest    | Texas Tech     | UTEP           | Vanderbilt        |                  | Western Michigan  |               |                |                 |                  |                       |              |

## Classement avant les Bowls
Ce classement est établi à partir de votes de plusieurs journaux et d'un calcul par ordinateur.
- 1er. Buckeyes d'Ohio State (12-0)
- 2e. Gators de la Floride (12-1)
- 3e. Wolverines du Michigan (11-1)
- 4e. Tigers de LSU (10-2)
- 5e. Trojans d'USC (10-2)
- 6e. Cardinals de Louisville (11-1)
- 7e. Badgers du Wisconsin (11-1)
- 8e. Broncos de Boise State (12-0)
- 9e. Tigers d'Auburn (10-2)
- 10e. Sooners de l'Oklahoma (11-2)

## Résultats par conférence

### Atlantic Coast Conference
Les Demon Deacons de Wake Forrest remportent la conférence.
| Équipe         | Conférence | Conférence | Conférence | Total | Total | Total |
| Équipe         | V          | D          | N          | V     | D     | N     |
| -------------- | ---------- | ---------- | ---------- | ----- | ----- | ----- |
| Wake Forest    | 6          | 2          | 0          | 11    | 3     | 0     |
| Boston College | 5          | 3          | 0          | 10    | 3     | 0     |
| Maryland       | 5          | 3          | 0          | 9     | 4     | 0     |
| Clemson        | 5          | 3          | 0          | 8     | 5     | 0     |
| Florida State  | 3          | 5          | 0          | 7     | 6     | 0     |
| NC State       | 2          | 6          | 0          | 3     | 9     | 0     |

| Équipe         | Conférence | Conférence | Conférence | Total | Total | Total |
| Équipe         | V          | D          | N          | V     | D     | N     |
| -------------- | ---------- | ---------- | ---------- | ----- | ----- | ----- |
| Georgia Tech   | 7          | 1          | 0          | 9     | 5     | 0     |
| Virginia Tech  | 6          | 2          | 0          | 10    | 3     | 0     |
| Virginia       | 4          | 4          | 0          | 5     | 7     | 0     |
| Miami          | 3          | 5          | 0          | 7     | 6     | 0     |
| North Carolina | 2          | 6          | 0          | 3     | 9     | 0     |
| Duke           | 0          | 8          | 0          | 0     | 12    | 0     |

| Demon Deacons de Wake Forrest | 9-6 | Yellow Jackets de Georgia Tech |

### Big 12 Conference
Les Sooners de l'Oklahoma se couronnent champions de la conférence.
| Équipe       | Conférence | Conférence | Conférence | Total | Total | Total |
| Équipe       | V          | D          | N          | V     | D     | N     |
| ------------ | ---------- | ---------- | ---------- | ----- | ----- | ----- |
| Nebraska     | 6          | 2          | 0          | 9     | 5     | 0     |
| Missouri     | 4          | 4          | 0          | 8     | 5     | 0     |
| Kansas State | 4          | 4          | 0          | 7     | 6     | 0     |
| Kansas       | 3          | 5          | 0          | 6     | 6     | 0     |
| Colorado     | 2          | 6          | 0          | 2     | 10    | 0     |
| Iowa State   | 1          | 7          | 0          | 4     | 8     | 0     |

| Équipe         | Conférence | Conférence | Conférence | Total | Total | Total |
| Équipe         | V          | D          | N          | V     | D     | N     |
| -------------- | ---------- | ---------- | ---------- | ----- | ----- | ----- |
| Oklahoma       | 7          | 1          | 0          | 11    | 3     | 0     |
| Texas          | 6          | 2          | 0          | 10    | 3     | 0     |
| Texas A&M      | 5          | 3          | 0          | 9     | 4     | 0     |
| Texas Tech     | 4          | 4          | 0          | 8     | 5     | 0     |
| Oklahoma State | 3          | 5          | 0          | 7     | 6     | 0     |
| Baylor         | 3          | 5          | 0          | 4     | 8     | 0     |

| Sooners de l'Oklahoma | 21-7 | Cornhuskers du Nebraska |

### Big East Conference
Les Cardinals de Louisville sont sacrés champions de conférence.
| Équipe        | Conférence | Conférence | Conférence | Total | Total | Total |
| Équipe        | V          | D          | N          | V     | D     | N     |
| ------------- | ---------- | ---------- | ---------- | ----- | ----- | ----- |
| Louisville    | 6          | 1          | 0          | 12    | 1     | 0     |
| Rutgers       | 5          | 2          | 0          | 11    | 2     | 0     |
| West Virginia | 5          | 2          | 0          | 11    | 2     | 0     |
| Cincinnati    | 4          | 3          | 0          | 8     | 5     | 0     |
| South Florida | 4          | 3          | 0          | 9     | 4     | 0     |
| Pitt          | 2          | 5          | 0          | 6     | 6     | 0     |
| Connecticut   | 1          | 6          | 0          | 4     | 8     | 0     |
| Syracuse      | 1          | 6          | 0          | 4     | 8     | 0     |

### Big Ten Conference
Les Buckeyes d'Ohio State remportent conférence.
| Équipe         | Conférence | Conférence | Conférence | Total | Total | Total |
| Équipe         | V          | D          | N          | V     | D     | N     |
| -------------- | ---------- | ---------- | ---------- | ----- | ----- | ----- |
| Ohio State     | 8          | 0          | 0          | 12    | 1     | 0     |
| Wisconsin      | 7          | 1          | 0          | 12    | 1     | 0     |
| Michigan       | 7          | 1          | 0          | 11    | 2     | 0     |
| Penn State     | 5          | 3          | 0          | 9     | 4     | 0     |
| Purdue         | 5          | 3          | 0          | 8     | 6     | 0     |
| Indiana        | 3          | 5          | 0          | 5     | 7     | 0     |
| Minnesota      | 3          | 5          | 0          | 6     | 7     | 0     |
| Iowa           | 2          | 6          | 0          | 6     | 7     | 0     |
| Northwestern   | 2          | 6          | 0          | 4     | 8     | 0     |
| Michigan State | 1          | 7          | 0          | 4     | 8     | 0     |
| Illinois       | 1          | 7          | 0          | 2     | 10    | 0     |

### Conference USA
Les Cougars de Houston sont champions de conférence.
| Équipe               | Conférence | Conférence | Conférence | Total | Total | Total |
| Équipe               | V          | D          | N          | V     | D     | N     |
| -------------------- | ---------- | ---------- | ---------- | ----- | ----- | ----- |
| Southern Mississippi | 6          | 2          | 0          | 9     | 5     | 0     |
| East Carolina        | 5          | 3          | 0          | 7     | 6     | 0     |
| Marshall             | 4          | 4          | 0          | 5     | 7     | 0     |
| UCF                  | 3          | 5          | 0          | 4     | 8     | 0     |
| UAB                  | 2          | 6          | 0          | 3     | 9     | 0     |
| Memphis              | 1          | 7          | 0          | 2     | 10    | 0     |

| Équipe  | Conférence | Conférence | Conférence | Total | Total | Total |
| Équipe  | V          | D          | N          | V     | D     | N     |
| ------- | ---------- | ---------- | ---------- | ----- | ----- | ----- |
| Houston | 7          | 1          | 0          | 10    | 4     | 0     |
| Rice    | 6          | 2          | 0          | 7     | 6     | 0     |
| Tulsa   | 5          | 3          | 0          | 8     | 5     | 0     |
| SMU     | 4          | 4          | 0          | 6     | 6     | 0     |
| UTEP    | 3          | 5          | 0          | 5     | 7     | 0     |
| Tulane  | 2          | 6          | 0          | 4     | 8     | 0     |

| Cougars de Houston | 34-20 | Golden Eagles de Southern Miss |

### Mid-Americain Conference
Les Chippewas de Central Michigan s'imposent en finale de conférence contre les Bobcats de l'Ohio.
| Équipe              | Conférence | Conférence | Conférence | Total | Total | Total |
| Équipe              | V          | D          | N          | V     | D     | N     |
| ------------------- | ---------- | ---------- | ---------- | ----- | ----- | ----- |
| Ohio                | 7          | 1          | 0          | 9     | 5     | 0     |
| Kent State          | 5          | 3          | 0          | 6     | 6     | 0     |
| Akron               | 3          | 5          | 0          | 5     | 7     | 0     |
| Bowling Green State | 3          | 5          | 0          | 4     | 8     | 0     |
| Miami (OH)          | 2          | 6          | 0          | 2     | 10    | 0     |
| Buffalo             | 1          | 7          | 0          | 2     | 10    | 0     |

| Équipe            | Conférence | Conférence | Conférence | Total | Total | Total |
| Équipe            | V          | D          | N          | V     | D     | N     |
| ----------------- | ---------- | ---------- | ---------- | ----- | ----- | ----- |
| Central Michigan  | 7          | 1          | 0          | 10    | 4     | 0     |
| Western Michigan  | 6          | 2          | 0          | 8     | 5     | 0     |
| Northern Illinois | 5          | 3          | 0          | 7     | 6     | 0     |
| Ball State        | 5          | 3          | 0          | 5     | 7     | 0     |
| Toledo            | 3          | 5          | 0          | 5     | 7     | 0     |
| Eastern Michigan  | 1          | 7          | 0          | 1     | 11    | 0     |

| Chippewas de Central Michigan | 31-10 | Bobcats de l'Ohio |

### Mountain West Conference
Les Cougars de Brigham Young sont champions de conférence.
| Équipe           | Conférence | Conférence | Conférence | Total | Total | Total |
| Équipe           | V          | D          | N          | V     | D     | N     |
| ---------------- | ---------- | ---------- | ---------- | ----- | ----- | ----- |
| Brigham Young    | 8          | 0          | 0          | 11    | 2     | 0     |
| Texas Christian  | 6          | 2          | 0          | 11    | 2     | 0     |
| Utah             | 5          | 3          | 0          | 8     | 5     | 0     |
| Wyoming          | 5          | 3          | 0          | 6     | 6     | 0     |
| New Mexico       | 4          | 4          | 0          | 6     | 7     | 0     |
| Air Force        | 3          | 5          | 0          | 4     | 8     | 0     |
| San Diego State  | 3          | 5          | 0          | 3     | 9     | 0     |
| Colorado State   | 1          | 7          | 0          | 4     | 8     | 0     |
| Nevada-Las Vegas | 1          | 7          | 0          | 2     | 10    | 0     |

### Pacific Ten Conference
Les Trojans d'USC remportent la conférence.
| Équipe           | Conférence | Conférence | Conférence | Total | Total | Total |
| Équipe           | V          | D          | N          | V     | D     | N     |
| ---------------- | ---------- | ---------- | ---------- | ----- | ----- | ----- |
| USC              | 7          | 2          | 0          | 11    | 2     | 0     |
| California       | 7          | 2          | 0          | 10    | 3     | 0     |
| Oregon State     | 6          | 3          | 0          | 10    | 4     | 0     |
| UCLA             | 5          | 4          | 0          | 7     | 6     | 0     |
| Arizona          | 4          | 5          | 0          | 6     | 6     | 0     |
| Arizona State    | 4          | 5          | 0          | 7     | 6     | 0     |
| Oregon           | 4          | 5          | 0          | 7     | 6     | 0     |
| Washington State | 4          | 5          | 0          | 6     | 6     | 0     |
| Washington       | 3          | 6          | 0          | 5     | 7     | 0     |
| Stanford         | 1          | 8          | 0          | 1     | 11    | 0     |

### Southeastern Conference
Les Gators de la Floride s'imposent contre les Razorbacks de l'Arkansas et se couronnent champions de conférence.
| Équipe         | Conférence | Conférence | Conférence | Total | Total | Total |
| Équipe         | V          | D          | N          | V     | D     | N     |
| -------------- | ---------- | ---------- | ---------- | ----- | ----- | ----- |
| Florida        | 7          | 1          | 0          | 13    | 1     | 0     |
| Tennessee      | 5          | 3          | 0          | 9     | 4     | 0     |
| Georgia        | 4          | 4          | 0          | 9     | 4     | 0     |
| Kentucky       | 4          | 4          | 0          | 8     | 5     | 0     |
| South Carolina | 3          | 5          | 0          | 8     | 5     | 0     |
| Vanderbilt     | 1          | 7          | 0          | 4     | 8     | 0     |

| Équipe            | Conférence | Conférence | Conférence | Total | Total | Total |
| Équipe            | V          | D          | N          | V     | D     | N     |
| ----------------- | ---------- | ---------- | ---------- | ----- | ----- | ----- |
| Arkansas          | 7          | 1          | 0          | 10    | 4     | 0     |
| Auburn            | 6          | 2          | 0          | 11    | 2     | 0     |
| LSU               | 6          | 2          | 0          | 11    | 2     | 0     |
| Alabama           | 2          | 6          | 0          | 6     | 7     | 0     |
| Ole Miss          | 2          | 6          | 0          | 4     | 8     | 0     |
| Mississippi State | 1          | 7          | 0          | 3     | 9     | 0     |

| Gators de la Floride | 38-28 | Razorbacks de l'Arkansas |

### Sun Belt Conference
Les Trojans de Troy sont sacrés champions de conférence.
| Équipe                 | Conférence | Conférence | Conférence | Total | Total | Total |
| Équipe                 | V          | D          | N          | V     | D     | N     |
| ---------------------- | ---------- | ---------- | ---------- | ----- | ----- | ----- |
| Troy                   | 6          | 1          | 0          | 8     | 5     | 0     |
| Middle Tennessee State | 6          | 1          | 0          | 7     | 6     | 0     |
| Arkansas State         | 4          | 3          | 0          | 6     | 6     | 0     |
| Florida Atlantic       | 4          | 3          | 0          | 5     | 7     | 0     |
| Louisiana              | 3          | 4          | 0          | 6     | 6     | 0     |
| Louisiana-Monroe       | 3          | 4          | 0          | 4     | 8     | 0     |
| North Texas            | 2          | 5          | 0          | 3     | 9     | 0     |
| Florida International  | 0          | 7          | 0          | 0     | 12    | 0     |

### Western Athletic Conference
Les Broncos de Boise State, invaincus, remportent la conférence.
| Équipe           | Conférence | Conférence | Conférence | Total | Total | Total |
| Équipe           | V          | D          | N          | V     | D     | N     |
| ---------------- | ---------- | ---------- | ---------- | ----- | ----- | ----- |
| Boise State      | 8          | 0          | 0          | 13    | 0     | 0     |
| Hawaii           | 7          | 1          | 0          | 11    | 3     | 0     |
| Nevada           | 5          | 3          | 0          | 8     | 5     | 0     |
| San Jose State   | 5          | 3          | 0          | 9     | 4     | 0     |
| Fresno State     | 4          | 4          | 0          | 4     | 8     | 0     |
| Idaho            | 3          | 5          | 0          | 4     | 8     | 0     |
| New Mexico State | 2          | 6          | 0          | 4     | 8     | 0     |
| Louisiana Tech   | 1          | 7          | 0          | 3     | 10    | 0     |
| Utah State       | 1          | 7          | 0          | 1     | 11    | 0     |

### Équipes indépendantes
| Équipe     | Total | Total | Total |
| Équipe     | V     | D     | N     |
| ---------- | ----- | ----- | ----- |
| Notre Dame | 10    | 3     | 0     |
| Navy       | 9     | 4     | 0     |
| Army       | 3     | 9     | 0     |
| Temple     | 1     | 11    | 0     |

## Les bowls

### Bowl Championship Series
Les Bowl Championship Series (en) sélectionne les équipes classées n ° 1 et n ° 2 pour le championnat national le 8 janvier 2007. La saison 2006 marque un changement pour le système BCS, le BCS National Championship Game étant devenu un match unique pour la première fois, à jouer sur le site de l'un des quatre bols BCS de janvier (les Fiesta, Orange, Sugar et Rose Bowl) sur une base rotative. Sous le format précédent utilisé de 1998 à 2006, le championnat national BCS coïncidait avec l'un des bowls BCS. Le match de championnat 2007 du BCS a lieu à Glendale, en Arizona, la semaine qui a suivi le Fiesta Bowl.
Le classement pris en compte est celui de l'Associated Press, publié après la semaine 15.
| Bowl                           | Date             | Équipe visiteuse                  | Équipe à domicile                | Score        | Réf    |
| ------------------------------ | ---------------- | --------------------------------- | -------------------------------- | ------------ | ------ |
| BCS National Championship Game | 8 janvier 2007   | #2 Gators de la Floride           | #1 Buckeyes d'Ohio State         | 41 – 14      | [ 36 ] |
| Sugar Bowl                     | 3 janvier 2007   | #11 Fighting Irish de Notre Dame  | #4 Tigers de LSU                 | 14 – 41      | [ 37 ] |
| Orange Bowl                    | 2 janvier 2007   | #5 Cardinals de Louisville        | #15 Demon Deacons de Wake Forest | 24 – 13      | [ 38 ] |
| Fiesta Bowl                    | 1er janvier 2007 | #9 Broncos de Boise State         | #7 Sooners de l'Oklahoma         | 43 – 42 (OT) | [ 39 ] |
| Rose Bowl                      | 1er janvier 2007 | #8 Trojans de Southern California | #3 Wolverines du Michigan        | 32 – 18      | [ 40 ] |

### Les bowls de janvier
| Bowl               | Date             | Équipe visiteuse               | Équipe à domicile                           | Score   | Réf    |
| ------------------ | ---------------- | ------------------------------ | ------------------------------------------- | ------- | ------ |
| GMAC Bowl          | 7 janvier 2007   | Bobcats de l'Ohio              | Golden Eagles de Southern Miss              | 7 – 28  | [ 41 ] |
| International Bowl | 6 janvier 2007   | Broncos de Western Michigan    | Bearcats de Cincinnati                      | 24 – 27 | [ 42 ] |
| Cotton Bowl        | 1er janvier 2007 | #10 Tigers d'Auburn            | #22 Cornhuskers du Nebraska                 | 17 – 14 | [ 43 ] |
| Capital One Bowl   | 1er janvier 2007 | #12 Razorbacks de l'Arkansas   | #6 Badgers du Wisconsin                     | 14 – 17 | [ 44 ] |
| Gator Bowl         | 1er janvier 2007 | Yellow Jackets de Georgia Tech | #13 Mountaineers de la Virginie occidentale | 35 – 38 | [ 45 ] |
| Outback Bowl       | 1er janvier 2007 | #17 Volunteers du Tennessee    | Nittany Lions de Penn State                 | 10 – 20 | [ 46 ] |

### Les bowls de décembre
| Bowl                  | Date             | Équipe visiteuse                 | Équipe à domicile                 | Score   | Réf    |
| --------------------- | ---------------- | -------------------------------- | --------------------------------- | ------- | ------ |
| MPC Computers Bowl    | 31 décembre 2006 | Hurricanes de Miami              | Wolfpack du Nevada                | 21 – 20 | [ 47 ] |
| Chick-fil-A Bowl      | 30 décembre 2006 | Bulldogs de la Géorgie           | #14 Hokies de Virginia Tech       | 31 – 24 | [ 48 ] |
| Alamo Bowl            | 30 décembre 2006 | #18 Longhorns du Texas           | Hawkeyes de l'Iowa                | 26 – 24 | [ 49 ] |
| Meineke Car Care Bowl | 30 décembre 2006 | Midshipmen de la Navy            | #23 Eagles de Boston College      | 24 – 25 | [ 50 ] |
| Champs Sports Bowl    | 29 décembre 2006 | Boilermakers de Purdue           | Terrapins du Maryland             | 7 – 24  | [ 51 ] |
| Insight Bowl          | 29 décembre 2006 | Red Raiders de Texas Tech        | Golden Gophers du Minnesota       | 44 – 41 | [ 52 ] |
| Liberty Bowl          | 29 décembre 2006 | Cougars de Houston               | Gamecocks de la Caroline du Sud   | 36 – 44 | [ 53 ] |
| Sun Bowl              | 29 décembre 2006 | #24 Beavers d'Oregon State       | Tigers du Missouri                | 39 – 38 | [ 54 ] |
| Music City Bowl       | 29 décembre 2006 | Tigers de Clemson                | Wildcats du Kentucky              | 20 – 28 | [ 55 ] |
| Holiday Bowl          | 28 décembre 2006 | #21 Aggies de Texas A&M          | #20 Golden Bears de la Californie | 10 – 45 | [ 56 ] |
| Texas Bowl            | 28 décembre 2006 | #16 Scarlet Knights de Rutgers   | Wildcats de Kansas State          | 37 – 10 | [ 57 ] |
| Independence Bowl     | 28 décembre 2006 | Cowboys d'Oklahoma State         | Crimson Tide de l'Alabama         | 34 – 31 | [ 58 ] |
| Emerald Bowl          | 27 décembre 2006 | Seminoles de Florida State       | Bruins d'UCLA                     | 44 – 27 | [ 59 ] |
| Motor City Bowl       | 26 décembre 2006 | Blue Raiders de Middle Tennessee | Chippewas de Central Michigan     | 14 – 31 | [ 60 ] |
| Hawaii Bowl           | 24 décembre 2006 | Sun Devils d'Arizona State       | Rainbow Warriors d'Hawaï          | 24 – 41 | [ 61 ] |
| Armed Forces Bowl     | 23 décembre 2006 | Golden Hurricane de Tulsa        | Utes de l'Utah                    | 13 – 25 | [ 62 ] |
| New Mexico Bowl       | 23 décembre 2006 | Lobos du Nouveau-Mexique         | Spartans de San Jose State        | 12 – 20 | [ 63 ] |
| PapaJohns.com Bowl    | 23 décembre 2006 | Bulls de South Florida           | Pirates d'East Carolina           | 24 – 7  | [ 64 ] |
| New Orleans Bowl      | 22 décembre 2006 | Owls de Rice                     | Trojans de Troy                   | 17 – 41 | [ 65 ] |
| Las Vegas Bowl        | 21 décembre 2006 | #19 Cougars de BYU               | Ducks de l'Oregon                 | 38 – 8  | [ 66 ] |
| Poinsettia Bowl       | 19 décembre 2006 | Huskies de Northern Illinois     | #25 Horned Frogs de TCU           | 7 – 37  | [ 67 ] |

### Bowls Challenge Cup
La Bowl Challenge Cup (en) est créée par ESPN en 2001 en tant que compétition entre les conférences de la Division I Bowl Subdivision de la NCAA (anciennement connue sous le nom de division I-A) afin de déterminer laquelle est la meilleure équipe des matchs de bowl de la saison.
| Conférence                  | G | P | Pct   |
| --------------------------- | - | - | ----- |
| Big East Conference         | 5 | 0 | 1.000 |
| Mountain West Conference    | 3 | 1 | .750  |
| Western Athletic Conference | 3 | 1 | .750  |
| Southeastern Conference     | 6 | 3 | .667  |
| Atlantic Coast Conference   | 4 | 4 | .500  |
| Pacific-10 Conference       | 3 | 3 | .500  |
| Sun Belt Conference         | 1 | 1 | .500  |
| Big 12 Conference           | 3 | 5 | .375  |
| Big Ten Conference          | 2 | 5 | .286  |
| Mid-American Conference     | 1 | 3 | .250  |
| Conference USA              | 1 | 4 | .200  |
| Indépendants                | 0 | 2 | .000  |

## Les honneurs et récompenses

### Trophée Heisman
Le trophée Heisman est attribué au joueur le plus remarquable de l'année. Les votes de la saison 2006 : 
- 1. Troy Smith, Senior, Ohio State, Quarterback (2,540 pts)
- 2. Darren McFadden, Sophomore, Arkansas, Running Back (878 pts)
- 3. Brady Quinn, Senior, Notre Dame, Quarterback (782 pts)
- 4. Steve Slaton Sophomore, West Virginia Running Back (214 pts)
- 5. Mike Hart (en), Junior, Michigan, Running Back (210 pts)

### Vainqueurs des trophées majeurs
- Walter Camp Award : Troy Smith, Ohio State[70]
- Maxwell Award : Brady Quinn, Notre Dame[70]
- AP College Football Player of the Year : Troy Smith, Ohio State[71]
- Bronko Nagurski Trophy : James Laurinaitis, Ohio State[70]
- Chuck Bednarik Award : Paul Posluszny, Penn State[70]
- Dave Rimington Trophy : Dan Mozes (en), West Virginia[70]
- Davey O'Brien Award : Troy Smith, Ohio State[70]
- Dick Butkus Award : Patrick Willis, Ole Miss[70]
- Doak Walker Award : Darren McFadden, Arkansas[70]
- Trophée William V. Campbell : Brian Leonard (en), Rutgers[72]
- Fred Biletnikoff Award : Calvin Johnson, Georgia Tech[70]
- Jim Thorpe Award : Aaron Ross, Texas[70]
- John Mackey Award : Matt Spaeth (en), Minnesota[70]
- Johnny Unitas Award : Brady Quinn, Notre Dame[70]
- Lombardi Award : LaMarr Woodley, Michigan[70]
- Lott Trophy : Dante Hughes (en), California[73]
- Lou Groza Award : Art Carmody (en), Louisville[70]
- Manning Award : JaMarcus Russell, LSU[70]
- Mosi Tatupu Award : A. J. Trapasso (en), Ohio State[70]
- Outland Trophy : Joe Thomas, Wisconsin[70]
- Ray Guy Award : Daniel Sepulveda (en), Baylor[70]
- Ted Hendricks Award : LaMarr Woodley, Michigan[70]
- The Home Depot Coach of the Year Award: Greg Schiano (en), Rutgers[74]
- Associated Press Coach of the Year: Jim Grobe (en), Wake Forest[75]
- Paul Bear Bryant Award : Chris Petersen (en), Boise State[76]
- Walter Camp Coach of the Year : Greg Schiano, Rutgers[74]
- Broyles Award : Bud Foster (en), Virginia Tech[77]

### Équipes All-American
| Position | Joueur          | Équipe        |
| -------- | --------------- | ------------- |
| QB       | Troy Smith      | Ohio State    |
| RB       | Darren McFadden | Arkansas      |
| RB       | Steve Slaton    | West Virginia |
| WR       | Dwayne Jarrett  | USC           |
| WR       | Calvin Johnson  | Georgia Tech  |
| TE       | Zach Miller     | Arizona State |
| OL       | Sam Baker       | USC           |
| OL       | Justin Blalock  | Texas         |
| OL       | Jake Long       | Michigan      |
| OL       | Dan Mozes       | West Virginia |
| OL       | Joe Thomas      | Wisconsin     |

| Position | Joueur            | Équipe     |
| -------- | ----------------- | ---------- |
| DL       | Gaines Adams      | Clemson    |
| DL       | Justin Hickman    | UCLA       |
| DL       | Quinn Pitcock     | Ohio State |
| DL       | Lamarr Woodley    | Michigan   |
| LB       | James Laurinaitis | Ohio State |
| LB       | Paul Posluszny    | Penn State |
| LB       | Patrick Willis    | Ole Miss   |
| DB       | Leon Hall         | Michigan   |
| DB       | Daymeion Hughes   | California |
| DB       | Laron Landry      | LSU        |
| DB       | Reggie Nelson     | Florida    |
| DB       | Eric Weddle       | Utah       |

| Position | Joueur           | Classe | Équipe     |
| -------- | ---------------- | ------ | ---------- |
| Kicker   | Justin Medlock   | JR.    | UCLA       |
| Punter   | Desean Jackson   | SR.    | California |
| KR       | Daniel Sepulveda | JR.    | Baylor     |

## Changements d'entraîneur après la saison
| Équipe                | Ancien coach      | Coach intérimaire | Nouveau coach    |
| --------------------- | ----------------- | ----------------- | ---------------- |
| Air Force             | Fisher DeBerry    |                   | Troy Calhoun     |
| Alabama               | Mike Shula        | Joe Kines         | Nick Saban       |
| Army                  | Bobby Ross        |                   | Stan Brock       |
| Arizona State         | Dirk Koetter      |                   | Dennis Erickson  |
| Boston College        | Tom O'Brien       | Frank Spaziani    | Jeff Jagodzinski |
| Central Michigan      | Brian Kelly       | Jeff Quinn        | Butch Jones      |
| Cincinnati            | Mark Dantonio     |                   | Brian Kelly      |
| Florida International | Don Strock        |                   | Mario Cristobal  |
| Idaho                 | Dennis Erickson   |                   | Robb Akey        |
| Iowa State            | Dan McCarney      |                   | Gene Chizik      |
| Louisiana Tech        | Jack Bicknell III |                   | Derek Dooley     |
| Louisville            | Bobby Petrino     |                   | Steve Kragthorpe |
| Miami (FL)            | Larry Coker       |                   | Randy Shannon    |
| Michigan State        | John L. Smith     |                   | Mark Dantonio    |
| Minnesota             | Glen Mason        |                   | Tim Brewster     |
| North Carolina        | John Bunting      |                   | Butch Davis      |
| NC State              | Chuck Amato       |                   | Tom O'Brien      |
| North Texas           | Darrell Dickey    |                   | Todd Dodge       |
| Rice                  | Todd Graham       |                   | David Bailiff    |
| Stanford              | Walt Harris       |                   | Jim Harbaugh     |
| Tulane                | Chris Scelfo      |                   | Bob Toledo       |
| Tulsa                 | Steve Kragthorpe  |                   | Todd Graham      |
| UAB                   | Watson Brown      |                   | Neil Callaway    |

## Affluence
Les 119 équipes de la Division I FBS de la NCAA ont joué 796 matchs pour une affluence totale de 36 814 468 spectateurs soit une moyenne de 46 249 par match. Une seule équipe a une moyenne inférieure à 10 000 spectateurs par match, Florida Atlantic avec 9 276.
| Rang | Équipe                      | M | Ass.    | Moy     |
| ---- | --------------------------- | - | ------- | ------- |
| 1er  | Wolverines du Michigan      | 7 | 770 183 | 100 026 |
| 2e   | Nittany Lions de Penn State | 7 | 752 972 | 107 567 |
| 3e   | Volunteers du Tennessee     | 7 | 740 521 | 105 789 |
| 4e   | Buckeyes d'Ohio State       | 7 | 735 674 | 105 096 |
| 5e   | Bulldogs de la Géorgie      | 7 | 649 222 | 92 746  |
| 6e   | Tigers de LSU               | 8 | 737 696 | 92 212  |
| 7e   | Crimson Tide de l'Alabama   | 8 | 737 104 | 92 138  |
| 8e   | Trojans d'USC               | 6 | 548 880 | 91 480  |
| 9e   | Gators de la Floride        | 7 | 632 866 | 90 409  |
| 10e  | Aggies du Texas             | 7 | 619 534 | 88 505  |

| Rang | Conférence       | Éq | M   | Ass.      | Moy    |
| ---- | ---------------- | -- | --- | --------- | ------ |
| 1er  | Southeastern     | 12 | 87  | 6 586 408 | 75 706 |
| 2e   | Big Ten          | 11 | 75  | 5 223 202 | 69 643 |
| 3e   | Big 12           | 12 | 783 | 4 894 337 | 58 968 |
| 4e   | Pacific 10       | 10 | 64  | 3 604 124 | 56 314 |
| 5e   | Atlantic Coast   | 12 | 85  | 4 499 567 | 52 936 |
| 6e   | Indépendants     | 4  | 23  | 1 090 444 | 47 411 |
| 7e   | Big East         | 8  | 52  | 2 030 211 | 39 043 |
| 8e   | Mountain West    | 9  | 54  | 1 769 390 | 32 766 |
| 9e   | Conference USA   | 12 | 72  | 1 918 457 | 26 645 |
| 10e  | Western Athletic | 9  | 55  | 1 264 695 | 22 944 |
| 11e  | Mid-American     | 12 | 62  | 1 097 147 | 17 696 |
| 12e  | Sun Belt         | 6  | 42  | 718 075   | 17 097 |